# Perry Mason (TV-serie, 2020)
Perry Mason är en amerikansk dramaserie från 2020 baserad på Erle Stanley Gardners böcker om försvarsadvokaten Perry Mason. Series har utvecklats av Rolin Jones och Ron Fitzgerald som även skrivit manus. 
Första säsongen består av åtta avsnitt och den svenska premiären är planerad till den 22 juni 2020 på HBO Nordic. Säsong 2, som också består av åtta avsnitt, kommer att ha premiär den 8 mars 2023 på strömningstjänsten HBO Max.

## Handling
Serien utspelar sig i Los Angeles och året är 1932. Medan resten av landet fortfarande lider av sviterna från den stora depressionen upplever Los Angeles en ordentlig boom. I serien tar försvarsadvokaten Perry Mason sig an sitt livs svåraste fall som bland annat rör en barnkidnappning.

## Rollista (i urval)
- Matthew Rhys - Perry Mason
- Tatiana Maslany - Syster Alice
- John Lithgow - Elias Birchard “E.B.” Jonathan
- Chris Chalk - Paul Drake
- Shea Whigham - Pete Strickland
- Juliet Rylance - Della Street
- Nate Corddry - Matthew Dodson
- Gayle Rankin - Emily Dodson
- Lili Taylor - Birdy McKeegan
- Robert Patrick - Herman Baggerly
- Stephen Root - Maynard Barnes
- Sean Astin - Sunny Gryce